# Barão de São Miguel
Barão de São Miguel es una freguesia portuguesa del concelho de Vila do Bispo, con 14,86 km² de superficie y 440 habitantes (2001). Su densidad de población es de 29,6 hab/km².